# Kasper Ipsen
Kasper Ipsen (* 7. Juli 1984) ist ein dänischer Badmintonspieler. 

## Karriere
Kasper Ipsen siegte 2005 und 2006 bei den Sjællandsmesterskaber. 2006 wurde er Zweiter im Herreneinzel bei den Hungarian International. Bei den Bulgarian International des gleichen Jahres belegte er Rang drei. 2008 siegte er bei den Cyprus International, 2009 wurde er Zweiter bei den Estonian International.

## Sportliche Erfolge
| Saison | Veranstaltung           | Disziplin    | Platz | Name         |
| ------ | ----------------------- | ------------ | ----- | ------------ |
| 2006   | Hungarian International | Herreneinzel | 2     | Kasper Ipsen |
| 2006   | Bulgarian International | Herreneinzel | 3     | Kasper Ipsen |
| 2008   | Cyprus International    | Herreneinzel | 1     | Kasper Ipsen |
| 2009   | Estonian International  | Herreneinzel | 2     | Kasper Ipsen |